# 활옥동굴

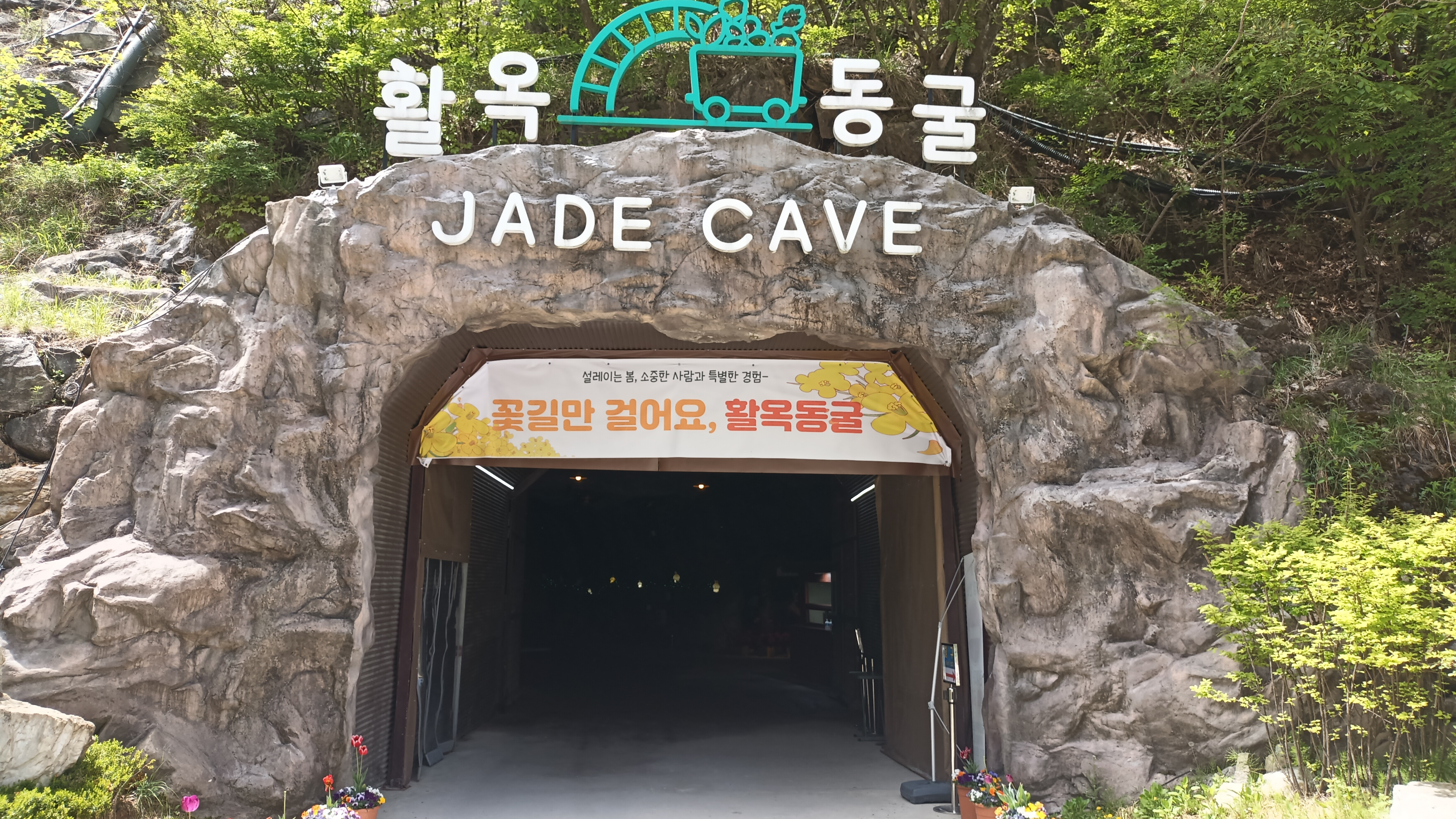
충주 활옥동굴

충주 활옥동굴(Chungju Jade Cave, Hwalok Cave, 忠州 滑玉洞窟)은 대한민국 충청북도 충주시 목벌동, 옥천 누층군 향산리 돌로마이트질 석회암층 내 개설된 활석광산을 재활용하여 만든 관광 동굴이다. 이 동굴은 드라마 D.P.의 촬영지이며 옥천 누층군 향산리 돌로마이트질 석회암층을 자세히 관찰할 수 있다.

## 역사
활옥광산, 구 동양광산은 1900년에 발견되어 1922년 활석 광산으로 개발되어 옥천 누층군 향산리 돌로마이트질 석회암층의 백옥, 활석, 백운석(Dolomite, 돌로마이트)를 채취하던 광산이다. 100년이 넘는 기간 갱도 57 km(비공식 87 km)와 수직고 711 m가 개발되었고 아시아 최대 규모의 500마력 권양기, 지하로 내려가는 45°경사의 사갱(斜坑), 광차 등이 현장에 보존되어 있다. 활옥광산은 전성기 충주시민 1천여 명이 일할 정도로 성장하였으나 1990년대 이후 활석 수입과 고품질 원석이 고갈되어 쇠퇴하였다. 2019년 광산 갱도 중 800 m 구간을 개방하여 관광 자원으로 개발, 관광 동굴인 충주 활옥동굴로 재탄생하였다.
아래는 동굴 내부 안내판에 나와 있는 광산의 역사이다.
- 1900년 : 충주 목벌리 곱도실에서 활석맥 노두 발견
- 1906년 : 광업법 제정, 광산 개발 허가 시작
- 1912년 : 충주 곱도실 활석광산을 일본인 죽하독차랑(竹下篤次郞)이 소유
- 1921년 : 충북선 철도 개통
- 1928년 : 충북선 충주까지 연장, 부산에서 화물선을 통해 오사카 제분공장으로 반출
- 1929년 : 충주 활석광산 본격 개발 시작
- 1935년 : 일본인이 광산 소유, 조선인 덕대(광산 관리인)가 광산 운영
- 1945년 : 충주 활석광산 미군정에 귀속
- 1947년 : 활석이 수출 허가 품목으로 지정되어 수출 시작, 충주 활석은 대부분 일본으로 수출되어 외자(外資) 획득
- 1948년 : 일제강점기 덕대였던 배현철, 김영선, 이도영이 충주 활석광산 관리인으로 선임, 조선활석광업소 설립
- 1953년:  일신산업주식회사로 상호 변경
- 1958년 : 최신식 제분공장 준공
- 1962년 : 정부와 불하(拂下; 팔아 넘김)계약 체결로 활석광산 소유권 취득
- 1965년 : 활석제분시설 2호기 건설
- 1968년 : 활석제분시설 3호기 건설
- 1971년 : 새 광맥 개발을 위해 광산 심부 개발 착수
- 1973년 : 활석 생산량 10만 톤 돌파
- 1975년 : 활석 제분 생산량 10만 톤 돌파
- 1982년 : 광산 심부 개발 1단계 공사 완료
- 1984년 : 광산 심부 개발 2단계 공사 완료 (본사갱 경사 40도)
- 1986년 : 국내 활석 생산량 210,613톤으로 최고 달성, 이후 생산량 감소
- 1987년 : 수입 활석의 대량 유입으로 국내 활석 가격 폭락
- 1990년 : 동양활석광산 생산량 90,621톤으로 최고 달성, 이후 생산량 감소
- 1993년 : 수입산 저가 활석 유입과 고품질 원석 고갈로 일신산업주식회사(동양활석광산) 경영 악화, 법정관리
- 1998년 : (주)영우켐텍이 세계적 관광 테마파크로 만들 수 있다고 판단하여 동양활석광산 인수
- 1999년 : 광산 부지 인수
- 2001년 : 갱도 및 동굴 대형화 작업 진행, 붕락식 공법으로 활석과 백운석을 동시 채광하면서 관광지화를 염두하여 대형 동굴 개설
- 2010년 : 한국광물자원공사와 (주)영우켐텍이 합작법인하여 (주)영우자원 설립
- 2016년 : 동굴 관광 테마파크 조성안 수립
- 2017년 : 관광지화를 위해 동굴 내부 2.3 km 구간의 안전을 확보, 제분공장을 리노베이션하여 활옥동굴카페 오픈
- 2018년 : 활옥동굴 관광 테마파크 조성
- 2019년 7월 : 충주 활옥동굴 관광테마파크 정식 개장
- 2020년 : 동굴 내 보트 체험 오픈, LED를 이용한 동굴 속 와사비 스마트팜 오픈
- 2022년 : 동굴 속 와사비 재배 및 관련 제품 개발
- 2023년 : 한국관광공사 대한민국 사계절테마 관광지 100선 선정

## 관광

### 찾아가는 길
안림로와 충주호수로(지방도 제531호선), 목벌길이 교차하는 충주시 종민동 마즈막재삼거리에서 목벌길을 따라 4 km 진행한다. 일신케미칼 건물 앞에서 우회전하면 활옥동굴 주차장(도로명주소: 충청북도 충주시 목벌안길 26, 지번: 충주시 목벌동 322-1)이 있다. 동굴 일대에는 대규모 주차장과 식당, 카페, 정원 등 편의시설이 있다.

### 입장료
충주 활옥동굴의 입장료는 아래와 같다. 특별요금은 충주시민, 만 65세 이상, 장애인, 국가유공자이다. 중복할인은 없으며 생후 24개월 미만은 무료이다. 단체는 30인 이상에 적용된다.
| 대상             | 동굴 관람료 | 동굴 관람료 | 동굴+보트 패키지 | 동굴+보트 패키지 |
| 대상             | 개인        | 단체        | 개인             | 단체             |
| ---------------- | ----------- | ----------- | ---------------- | ---------------- |
| 만19세 이상 어른 | 10,000      | 9,000       | 15,000           | 14,000           |
| 초, 중, 고교생   | 9,000       | 8,000       | 14,000           | 13,000           |
| 만2세~유아       | 8,000       | 8,000       | 13,000           | 13,000           |
| 특별요금         | 8,000       | 8,000       | 13,000           | 13,000           |

### 관람 순서
동굴 내부는 지하수 유출로 천장에서 물이 조금씩 떨어질 수 있다. 동굴 내 흡연, 음식물 반입, 애완동물 출입은 금지된다. 관람 시간은 오전 9시부터 18시까지(마지막 입장은 17시)이다. 월요일은 휴관하나 월요일이 공휴일인 경우 월요일 당일은 정상 운영하고 그 다음날은 대체 휴관한다. 입장 시 지도가 제공되며 아래 순서로 관람하도록 유도한다. 순서대로 관람 시 약 1시간이 소요되며 14) 동굴보트장에서 보트 탑승 시 소요시간은 5~10분이다.
출입구 → 1) 기프트샵 → 2) 건강테라피실 → 3) 500마력 권양기 → 4) 300마력 권양기 → 5) 동굴공연장 → 6) 청정연못 → 7) 해양세계 빛의 공간 → 8) 사갱운반차 →9) 미지의 산책로 → 10) 상상의 홀 → 11) 동굴농원 → 12) 와인동굴 → 13) 동굴호수 → 14) 동굴보트장 → 15) 동굴오락실 → 16) 광산체험장 → 17) 채광장 → 18) 야광벽화 → 출입구

### 동굴 내부
동굴 내부의 온도는 11~15°C로 겨울에는 외부보다 따뜻하게, 여름에는 시원하게 즐길 수 있다. 동굴 내부의 향산리 돌로마이트질 석회암층은 대부분 하얀색을 띠는 석회암으로 구성되고 암회색의 셰일 지층이 일부 있으며 검은색의 암맥 등이 관입하였다. 아래 사진과 같이 층리, 습곡, 단층 등 다양한 규모의 지질구조가 발달하며 이들을 근거리에서 관찰할 수 있다. 특히 정단층과 습곡이 많이 발달하여 오랜 세월 무수히 많은 지각변동을 받았음을 알 수 있다.

## 지질
향산리 돌로마이트질 석회암층(Hyangsanri dolomitic limestome foramtion, 香山里 白雲巖質 石灰巖層)은 충청북도 충주시 종민동에서 목벌동과 살미면 향산리를 지나 대소원면 매현리까지, 계명산층의 남동부를 따라 대상 분포하는 옥천 누층군의 지층이다. 하부의 계명산층을 정합으로 덮으며 백색 내지 회백색의 돌로마이트질 석회암 지층이다. 종민동 남동부와 살미면 재오개리에서 각각 동-서 및 서북서-동남동 주향의 주향 이동 단층에 의해 250~450 m 정도 수평 변위된다. 살미면 향산리와 직동 지역에서 이 지층의 주향과 경사는 북동 60~70°및 북서 50~60°이다. 종민동 지역에서는 주향이 남-북에 서쪽으로 경사한다. 충주 활옥동굴은 이 지층 중에 발달한다.

### 동양활석광산
동양활석광산은 충주시 목벌동에 있는 활석 광산으로 오늘날 충주 활옥동굴의 전신이다. 동양활석광산의 광체는 하누골, 돈대미, 신흥 본항, 중원, 조선 6개 광체에서 개발되었으며 이들 광체는 향산리 돌로마이트질 석회암층 중, 대향산 규암층과의 경계로부터 약 40~80 m (주로 60 m) 지점의 돌로마이트 내에 발달한다. 이 6개의 광체는 향산리 돌로마이트층의 동일층준을 따라 산출되나 지표에서 수평방향으로는 첨멸되어 연속되지 못하고 경사방향으로 발달하여 파이프 모양으로 서쪽으로 40°경사하여 산출된다. 활석광체가 있는 곳은 대체로 배사 습곡의 머리 부분에 해당하며 배사 습곡의 축과 평행한 소규모 습곡이 우세하게 발달한다.
김형식과 조동수(1993)는 충주 목벌동에 있는 활석광상의 활석은 향산리 돌로마이트질 석회암층 내 규질 돌로마이트가 옥천변성대를 형성한 중압형 광역변성작용을 받아 형성된 것으로 추정하였으며 접촉변성작용 또는 열수 작용의 흔적은 찾아볼 수 없다. 변성 기원의 증거로는 열수 광상 주변에 일반적으로 나타나는 유화 광물이나 스카른 광물의 존재가 확인되지 않았고, 석영맥은 광산 주변에 국한되지 않고 광역적으로 발달한다.
박희인 외(1995)는 향산리 돌로마이트를 하부의 돌로마이트, 중부의 석회암, 상부의 돌로마이트 3개 층준으로 나누었으며 지층의 전체 두께는 300~400 m이다. 하부 돌로마이트층은 두께 100~200 m이며 백색 돌로마이트로 구성된다. 중부 석회암층은 분홍색의 호상석회암으로 구성되며 박층의 회색 석회암, 규암-견운모편암, 백색 돌로마이트, 규암, 석회질천매암이 협재된다. 상부 돌로마이트층은 백색 돌로마이트와 규암으로 구성되며 두께는 8~28 m이다. 동양활석광상의 광화대는 모두 대향산 규암층과의 경계에서 상부 40~80 m의 하부 돌로마이트층에 발달하며 광체는 지층 중에 발달하는 침강습곡 내에 발달한다. 활석광상은 옥천대가 겪은 여러 차례의 변형 작용중 마그마 기원의 유체에 의하여 생성된 열수교대 광상으로 해석된다.
신동복 외(2004)에 의하면 동양활석광상에서 향산리 돌로마이트층은 하부의 돌로마이트, 중부의 담적색의 호상석회암 그리고 상부의 돌로마이트로 구성된다. 광체는 하부 돌로마이트층에 발달하며 두께 100~200 m의 백색 돌로마이트로 구성된다. 광상에서 산출되는 활석은 백운석 기원과 투각섬석 기원 두 종류가 있는데 투각섬석 기원의 활석은 불순물인 철과 알루미늄 함량이 더 높아 광석의 품위가 떨어진다.

### 사진
충주 활옥동굴
- 동굴 입구
- 광산의 역사
- 정단층
- 정단층
- 정단층
- 건강테라피실로 가는 길
- 건강테라피실 내부
- 500마력 권양기
- 활석 야적장 사진
- 활석 채굴 광경 사진
- 활석 채굴 현장 사진
- 드라마 D.P. 촬영 안내판
- 정단층
- 정단층
- 300마력 권양기
- 연못
- 석회암과 셰일
- 낙수구간. 오른쪽 검은색 부분에서 지하수가 유출되고 있다.
- 광부 모형
- 갱내 화약 취급소
- 식물을 키우는 동굴농원
- 동굴농원 벽면
- 동굴농원 벽면
- 동굴농원 벽면
- 동굴호수. 내부에 철갑상어가 서식하고 있다.
- 단층
- 단층 근경
- 단층 근경

아래 사진은 동굴 내부 대규모로 발달하는 습곡의 모습이다. 이 습곡은 입구의 기프트샵을 지나 첫번째 갈림길이 나오기 전에 있다.
충주 활옥동굴 내 대규모 습곡
- 향사습곡 전경 (파노라마)
- 습곡 좌익
- 습곡 중앙
- 습곡 우익

## 같이 보기
- 옥천 누층군 향산리 돌로마이트질 석회암층
- 충주시의 지질
- 단양 고수동굴
- 영월 고씨굴
- 자수정 동굴나라
- 울산 태화강 동굴피아